# Iglesia del Sacramento (Madrid)
La Iglesia Catedral de las Fuerzas Armadas, también conocida como Catedral Castrense, iglesia de las bernardas del Sacramento o iglesia del Sacramento, es un templo católico de la ciudad española de Madrid. Está situada en la calle del Sacramento, frente al Palacio de los Consejos. Desde 1986 es la Catedral de las Fuerzas Armadas de España y en su interior alberga la propia catedral, la sacristía, salones, las oficinas pertenecientes al Arzobispado castrense de España, así como diversas reliquias de gran valor, entre las que destaca la lanza noble, atribuida su pertenencia al Flamen martialis Marco Emilio Régilo, d. 204 a. C.
La catedral es gestionada y administrada por un rector, capellán castrense con la consideración de Coronel (divisa Coronel Capellán), y asistido por un militar auxilar cristiano. Es propiedad del Ministerio de Defensa de España.

## Historia

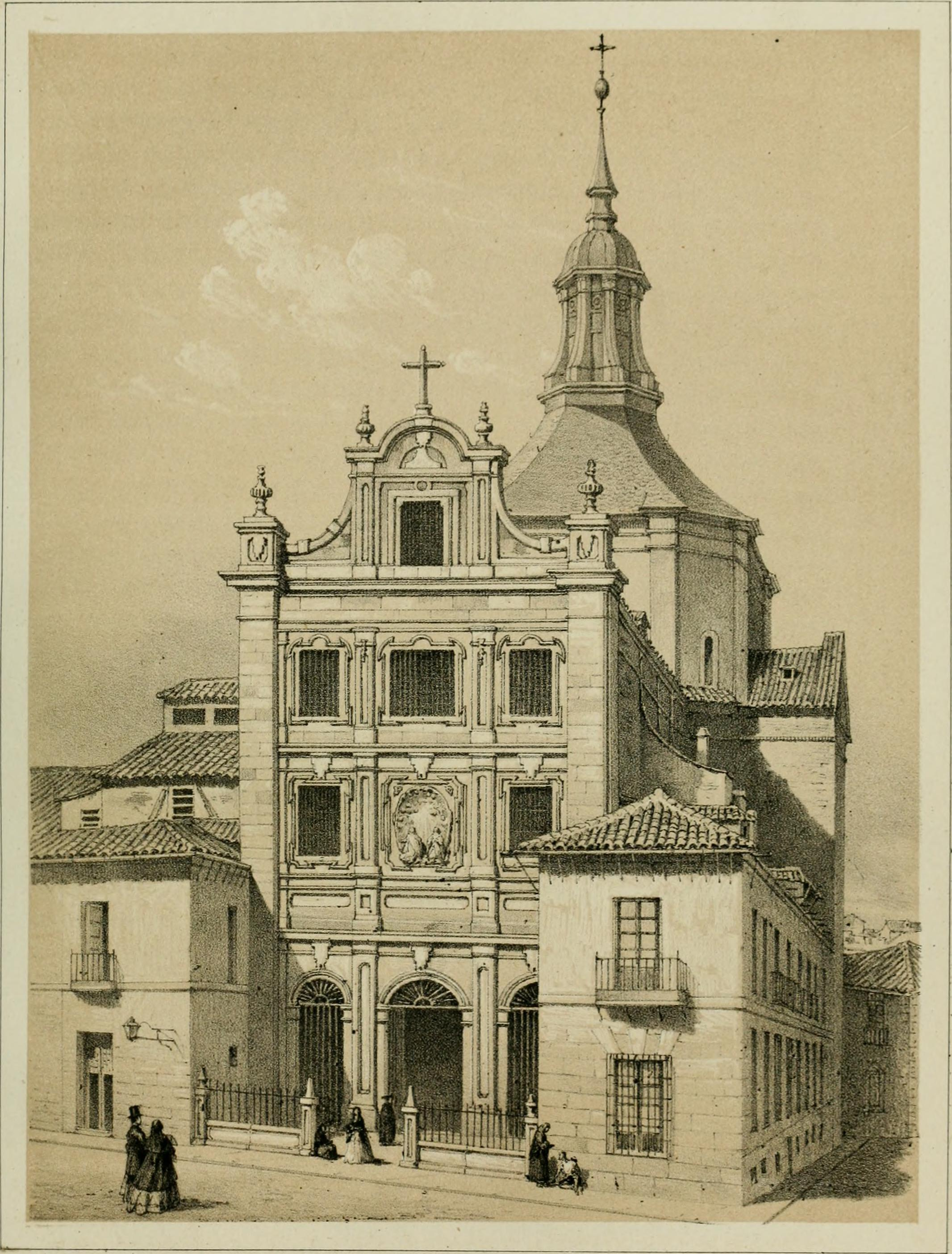
La iglesia del Sacramento en Historia de la villa y corte de Madrid (1860), «J. Cebrián dibº y litº».

Fue el templo del antiguo monasterio de las monjas bernardas de Madrid, fundado en 1615 por Cristóbal de Sandoval y Rojas, duque de Uceda, hijo del primer duque de Lerma y valido del rey Felipe III.
Fue proyectada en forma de cruz latina por el arquitecto Juan Gómez de Mora en el año 1615, pero las obras comenzaron en 1671, medio siglo después de fundado el convento, debido a la caída en desgracia del valido, y se terminaron en la tardía fecha de 1744.
Abundantes frescos decoran las naves de la iglesia a la usanza italiana; son obra de los hermanos González Velázquez, Luis, Antonio y Alejandro, miembros de una familia de artistas. Los frescos de las pechinas y de las naves representan las hermanas de los fundadores y varias santas de la orden benedictina. El techo del pórtico muestra grupos de ángeles que juegan con largas filecterias alusivas a la Eucaristía.
Hay dos cuadros de Luca Giordano que rematan los retablos de los fundadores; representan los padres de María, Joaquín y Ana, y la Sagrada Familia.
El retablo mayor, de estilo neoclásico, compuesto por dos columnas corintias de estuco, enmarca el cuadro que representa a San Benito y San Bernardo adorando el Sacramento de la Eucaristía; es obra de Gregorio Ferro, pintor de cámara de Carlos III y contemporáneo de Goya.
Además de Gómez de Mora intervinieron los arquitectos Francisco Bautista, Manuel del Olmo y Bartolomé Hurtado García, que fue el director principal de la obra. La decoración interior la hizo Francisco Esteban en 1744. La fachada de granito es obra de Pedro de Ribera, hacia 1744.
La iglesia es actualmente lo único que resta del monasterio de bernardas, pues el edificio del convento fue demolido en 1972. Fue construida en estilo barroco. Pese a diversos avatares sufridos con el paso del tiempo (fue dañada durante la Guerra Civil y restaurada posteriormente por Fernando Chueca Goitia) conserva prácticamente intacta su estructura y decoración.

## Catedral de las Fuerzas Armadas de España

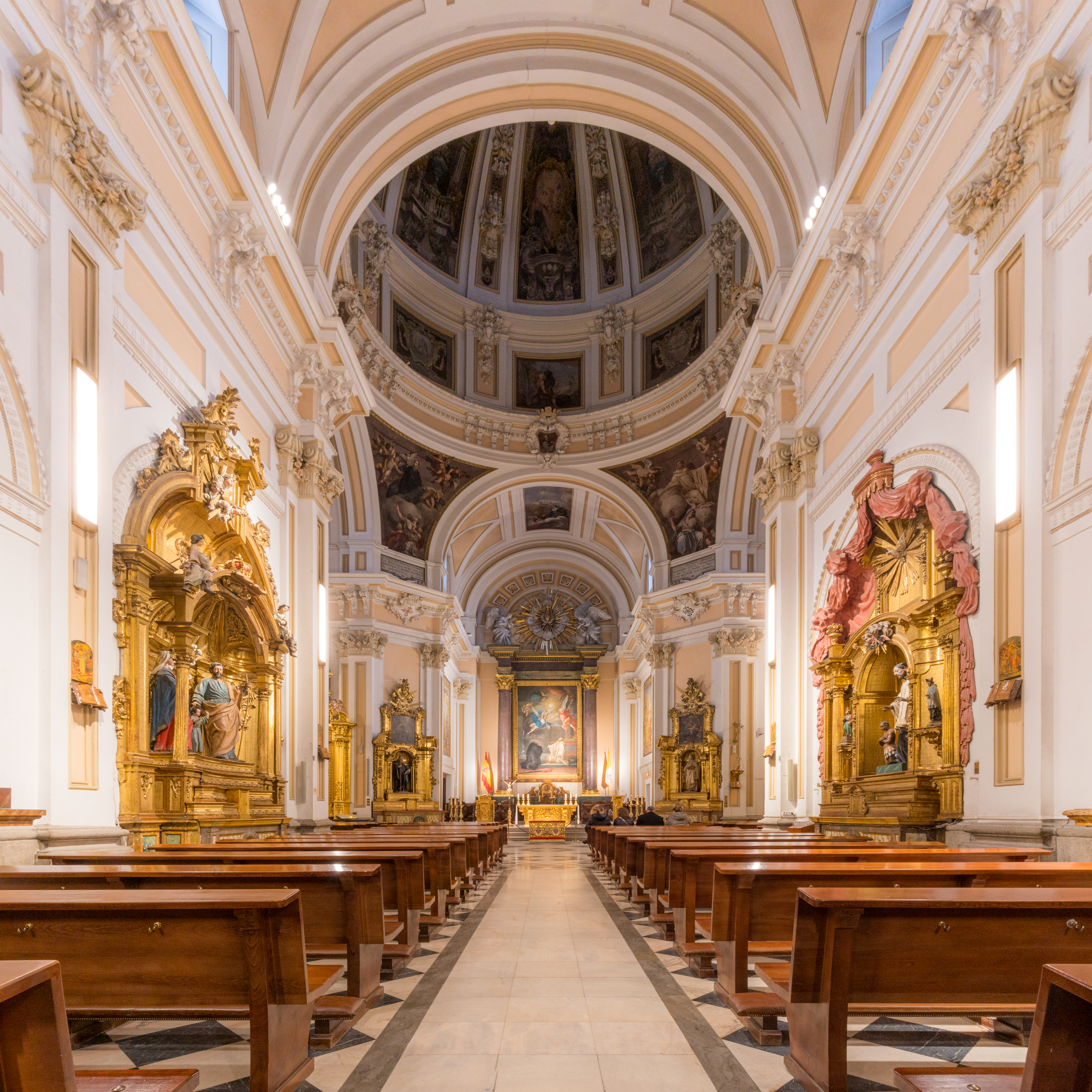
Interior de la iglesia del Sacramento.

La iglesia fue adquirida por el Ministerio de Defensa de España hacia 1980 para ser la sede del Arzobispado Castrense. Su nombre es Catedral de las Fuerzas Armadas de España, popularmente llamada Catedral Castrense.
El arzobispo castrense de España, José Manuel Estepa Llaurens, bendijo la iglesia, con la asistencia de los reyes de España Juan Carlos y Sofía, de la Conferencia Episcopal Española y altas autoridades militares, el día 25 de junio de 1985.
En 1982 fue declarada Monumento Artístico Nacional (Real Decreto 3247/1982). En su interior alberga la propia catedral con el atrio, la Capilla del Santísimo, la sacristía, los salones y las oficinas pertenecientes al Arzobispado Castrense de España. Al frente de la catedral se halla un rector capellán castrense del Servicio de Asistencia Religiosa de las Fuerzas Armadas, asistido por un militar.
En la actualidad se llevan a cabo numerosos actos relacionados con las Fuerzas Armadas y las Fuerzas y Cuerpos de Seguridad del Estado. La Casa Real organiza y participa en varios actos, así como las Órdenes Militares y asociaciones militares.
En el Altar Mayor hay banderas de España y de la Ciudad del Vaticano. Cuenta con un órgano.

## Sepulturas
En su interior se encuentran sepultados los restos mortales de los anteriores vicarios generales castrenses Luis Alonso Muñoyerro y José Ángel López Ortiz. Los de los arzobispos castrenses cardenal José Manuel Estepa Llaurens y Juan del Río Martín, así como, sus padres y hermana. También algunos de los militares fallecidos en el accidente aéreo del Yak-42 en Turquía en 2003.